# Unnao (stad)
Unnao is een stad en gemeente in de Indiase staat Uttar Pradesh. Het is de hoofdstad van het gelijknamige district Unnao. De stad ligt direct ten noordoosten van Kanpur, op de route naar Lucknow.

## Demografie
Volgens de Indiase volkstelling van 2001 wonen er 144.917 mensen in Unnao, waarvan 53% mannelijk en 47% vrouwelijk is. De plaats heeft een alfabetiseringsgraad van 68%.